# Nannestad
Nannestad é uma comuna da Noruega, com 341 km² de área e 9943 habitantes (censo de 2004).                  

## Informações Gerais

### Nome
A comuna tem o nome baseado na velha fazenda Nannestad (Nannastaðir), desde que a primeira igreja foi construída lá. A primeira parte (Nanni) vem de um nome nórdico tradicional. A segunda parte (stad) significa fazenda.